# Josip Drobnič
Josip Drobnič, slovenski rimskokatoliški duhovnik, gledališko-prosvetni organizator, publicist, slovaropisec, prevajalec, * 18. april 1812, Roginska Gorca/Sveta Ema, † 5. avgust 1861, Gradec.

## Življenje in delo
Po končani gimnaziji v Celju in liceju v Gradcu je bogoslovje študiral v Celovcu in postal 1839 duhovnik. Kaplanoval je v Rogatcu, Pišecah, Slovenski Bistrici, Brežicah in drugod. S 1. novembrom 1849 je dobil službo suplenta za slovenski jezik na gimnaziji v Celju, bil tam središčna osebnost kulturnega in gledališkega življenja, a je moral službo zaradi bolezni 7. marca 1851 pustiti. Po okrevanju je bil do upokojitve 1852 kaplan v Vitanju, živel potem v Trstu, kjer je poučeval na Vehovarjevem zasebnem zavodu, od 1857 učil slovenščino na gimnaziji v Gradcu. Kot dijak je nabiral narodne pesmi za Stanka Vraza (Narodne pesmi ilirske, 1839), ki ga je pridobil za ilirsko idejo; zato je tudi spisal precej obsežen »Ilirskonemačko-talijanski mali rečnik«. Pozneje je izdal Slovensko-nemško-talianski in taliansko-nemško-slovenski besednjak (Ljubljana, 1858). Za gledališče je prevedel in izdal: Dvoboj in Raztresenec (Celje, 1850) in Venec gledaliških iger (Gradec, 1859). 
Drobnič je sodeloval z gledališkim organizatorjem in založnikom J.K.  Jeretinom pri Družbi slovenskih gledaliških diletantov. Leta 1850 je ustanovil dramatsko šolo, ki je dala prvo slovensko gledališko sezono na Štajerskem (1851-1852), ter 1852 ustanovil čitalnico v Celju. Bil je tudi ustanovitelj in urednik (1850) prve polleposlovne revije Slovenska čbela.